# Novavax COVID-19-Impfstoff
Der Novavax COVID-19-Impfstoff (Entwicklungsnamen NVX-CoV2373, in Japan TAK-019, Handelsname: Nuvaxovid (Europa u. a.), Covovax (Indien u. a.), in den USA: Novavax COVID-19 Vaccine, Adjuvanted), ist ein vom US-amerikanischen Pharmaunternehmen Novavax und der Coalition for Epidemic Preparedness Innovations (CEPI) entwickelter COVID-19-Impfstoff. Nuvaxovid ist ein Untereinheitenimpfstoff auf Proteinbasis (im weiteren Sinne ein „Totimpfstoff“). Er ist bei 2 °C bis 8 °C stabil.
Am 20. Dezember 2021 erteilte die EU-Kommission basierend auf der Empfehlung der Europäischen Arzneimittel-Agentur (EMA) die – zunächst bedingte – Zulassung des Impfstoffs. Die Impfungen begannen in Deutschland ab dem 25. Februar 2022. In den USA erfolgte am 13. Juli 2022 eine Notfallzulassung (emergency use authorization / EUA) durch die FDA.

## Eigenschaften

Modellhafte Darstellung von NVX-CoV2373: Ein Nanopartikel entsteht durch Zusammenlagerung der rekombinant gewonnenen Spike-Proteine um einen mizellaren Polysorbat-80(PS80)-Kern. Verstärkt wird die immunogene Wirkung durch das Adjuvans Matrix-M, mit käfigartiger Struktur.

NVX-CoV2373 ist ein Proteinuntereinheitenimpfstoff, dessen Wirkstoff winzige Partikel (Nanopartikel) sind, die auch als virusähnliche Partikel (VLP) beschrieben werden. Diese Partikel entstehen durch spontane Zusammenlagerung aus rekombinant hergestellten Spike-Glykoproteinen (rS) des SARS-CoV-2 und enthalten keine genetische Information in Form von DNA oder RNA. NVX-CoV2373 enthält pro Dosis 5 Mikrogramm an Spike-Proteinen in einem halben Milliliter Flüssigkeitsvolumen. Der Impfstoff wird intramuskulär injiziert. Zur Verstärkung der Immunantwort enthält die Formulierung ein Matrix M-1 genanntes Adjuvans auf Saponinbasis. Die Saponine werden aus der Rinde des chilenischen Seifenrindenbaumes (Quillaja saponaria) extrahiert. Das Adjuvans Matrix-M besteht aus den Fraktionen A (42,5 Mikrogramm pro Dosis) und Fraktion C (7,5 Mikrogramm pro Dosis) des Extrakts von Quillaja saponaria Molina sowie den Lipiden Cholesterol und Phosphatidylcholin. Weitere Inhaltsstoffe sind Polysorbat 80, verschiedene Salze zur Einstellung des pH-Werts (Puffersubstanzen) und zur Einstellung der Tonizität sowie Wasser. Bei der weiteren Verarbeitung bilden die Proteine Nanopartikel mit einem hydrodynamischen Durchmesser von durchschnittlich 27,2 Nanometern, wobei ein rS-Nanopartikel sich aus bis zu 14 Protein-Trimeren (= Spike-Proteinen) zusammensetzt, deren Transmembrandomänen in einer Polysorbat-80-haltigen Mizelle eingelagert sind.
Die Herstellung der Spike-Proteine erfolgt mit einem rekombinanten Baculovirus in Insektenzellkultur (insect cell-baculovirus expression vector system, IC-BEVS) mittels Zelllinien aus den Ovarien des Nachtfalters Spodoptera frugiperda (Sf-9-Zellen). Die Sf-9-Zellen werden mit einem Baculovirus infiziert, das genetisch in einer Weise verändert ist, dass es die Sf-9-Zellen zur Bildung von Spike-Protein veranlasst. Die Sf-9-Zellen exprimieren die Spike-Proteine in der Präfusionskonformation auf ihrer Oberfläche, von wo aus sie extrahiert und gereinigt werden. Die Proteinfaltung vor der Fusion mit der Endosomenmembran (Präfusionskonformation) ist durch den Austausch zweier Aminosäuren (K986P, V987P) im Protein stabilisiert. Zusätzlich besteht eine Mutation in der Furin-Spaltstelle, die eine Spaltung durch wirtseigene Furin-artige Proteasen und damit die Aktivierung des Proteins verhindert.

## Wirkungsweise
Das Immunsystem eines Geimpften identifiziert die mit dem Impfstoff zugeführten Proteinpartikel als fremd und erzeugt eine humorale Immunantwort in Form von Antikörpern. Kommt es später zu einer Infektion mit SARS-CoV-2, erkennt das Immunsystem das Spike-Protein des Virus und mobilisiert die Abwehr. Die Antikörper der B-Zellen können vor COVID-19 schützen, indem sie das Virus einem Abbau zuführen, seinen Eintritt in die Körperzellen behindern und infizierte Zellen zerstört werden. Die Impfung mit NVX-CoV2373 schützte in klinischen Studien zu 96 % vor einem symptomatischen Krankheitsverlauf.

## Nebenwirkungen
Sehr häufige (bei >10 % der Geimpften) unerwünschte Arzneimittelwirkungen nach Impfung umfassen Berührungsempfindlichkeit an der Einstichstelle in 75 % der Geimpften, Schmerzen an der Einstichstelle (62 %), Müdigkeit (53 %), Muskelschmerzen (Myalgie, 51 %), Kopfschmerzen (50 %), Unwohlsein (41 %), Gelenkschmerzen (Arthralgie, 24 %) und Übelkeit oder Erbrechen (15 %). Häufige unerwünschte Arzneimittelwirkungen (bei 1 – 10 % der Geimpften) umfassen Rötung an der Einstichstelle, Schwellung an der Einstichstelle, Erwärmung an der Einstichstelle, Schüttelfrost und Schmerzen in einer Extremität.

## Studien
Im Mai 2020 begann die erste klinische Studie zum Impfstoffkandidat NVX-CoV2373. Ergebnisse der Phase-I/II-Studien wurden am 2. September 2020 im The New England Journal of Medicine veröffentlicht. Es wurden keine oder nur geringe und kurz andauernde unerwünschte Reaktionen festgestellt. Außerdem übertraf die Impfwirkung die Immunität von Genesenen in Hinblick auf IgG- und neutralisierende Antikörper.
Im September 2020 startete die erste Phase-III-Studie in Großbritannien mit 9.000 Teilnehmern. Im Dezember 2020 startete Novavax die Phase-III-Studie PREVENT-19 in den Vereinigten Staaten und Mexiko. Zwei Drittel der Teilnehmer erhielten zwei Impfstoffdosen im Abstand von 21 Tagen, ein Drittel ein Placebo. Bis Ende Januar 2021 wurden mehr als 16.000 Probanden aufgenommen. Im Februar 2021 wurden die letzten der 30.000 Freiwilligen in die Studie eingeschlossen, an der 118 Zentren weltweit teilnahmen.
Novavax gab Ende Januar 2021 Ergebnisse einer Phase-2b-Studie in Südafrika bekannt, die im August 2020 begonnen wurde und mehr als 4.400 Teilnehmer umfasste. Bis Mitte Januar wurden 15 Covid-19-Fälle in der NVX-Cov2373 geimpften sowie 29 Fälle in der Kontrollgruppe beobachtet. Ein Proband (in der Kontrollgruppe) entwickelte einen schweren Verlauf, die übrigen Fälle waren leicht oder moderat. Die berechnete Wirksamkeit liegt bei 49 Prozent, bei einem 95-Prozent-Konfidenzintervall zwischen 6,1 und 72,8 Prozent. Von 27 der 44 Fälle lagen bis dahin Sequenzierungen vor, 25 entfielen davon auf die „südafrikanische“ Variante B.1.351 (Beta).
Am 11. März 2021 wiederum gab der Hersteller aufgrund einer Phase-3-Studie im Vereinigten Königreich eine Wirksamkeit von 96 Prozent bekannt. Diese bezog sich auf den Schutz gegen durch das ursprüngliche Virus verursachte Covid-19-Erkrankungen jedweden Schweregrads, frühestens eine Woche nach der 2. Dosis. Gegen die B.1.1.7-Variante (Alpha) liege die Wirksamkeit bei 86 Prozent. Insgesamt wurden 106 Covid-19-Fälle beobachtet, davon 96 in der Kontrollgruppe und 10 in der geimpften Gruppe. Zwei Wochen nach der ersten Impfung lag die Wirksamkeit bei 83 Prozent.
Am 11. Juni 2021 veröffentlichte das Unternehmen in einem Preprint Daten, die zeigen, dass die Impfstoffe in Tier- und Humanstudien eine starke Immunogenität und einen starken Schutz sowohl gegen B.1.1.7 als auch gegen die B.1.351-Variante und das ursprüngliche SARS-CoV-2 aufweisen. Die Studien verglichen den auf B.1.351 gerichteten Impfstoff mit dem Prototyp-Impfstoffkandidaten von Novavax als eigenständigen, kombinierten und heterologen Prime-Boost-Impfstoff. Die Ergebnisse zeigen ein breites Spektrum zellulärer und humoraler Reaktionen in Tiermodellen gegen alle untersuchten Virusstämme. Die Stämme der Varianten B.1.1.7 und B.1.351 haben aufgrund der erhöhten Übertragungsraten und der stärkeren Immunevasion zu Bedenken hinsichtlich ihrer Wirksamkeit geführt.
Die Wirksamkeit bei etwa 14.000 Probanden wurden in einer einfach verblindeten Phase-3-Studie in Großbritannien untersucht, wobei etwa die Hälfte der Probanden zweimal ein Placebo erhielt, die andere zweimal 5 µg des Impfstoffes. Sie zeigte eine Schutzwirkung von 89,7 % gegen eine symptomatische COVID-19-Erkrankung mindestens sieben Tage nach der Zweitimpfung. Eine Nachanalyse der Daten zeigte eine gering reduzierte bis gleichwertige Wirkung gegen B.1.1.7 im Vergleich zu anderen damals verbreiteten Virusvarianten. In der Verumgruppe kam es zu keinen schwerwiegenden Nebenwirkungen. Die Studie trifft aufgrund der Probandenzahl und kurzen Beobachtungszeit keine valide Aussage zu selten auftretenden schweren Nebenwirkungen, worauf in einer Folgestudie eingegangen wird.

## Zulassung

### Zulassung für die Grundimmunisierung
| Staat                   | Zulassungsdatum             | Quellen       |
| ----------------------- | --------------------------- | ------------- |
| Indonesien              | 1. November 2021            | [ 31 ] [ 32 ] |
| Philippinen             | 17. November 2021           | [ 33 ]        |
| Europäische Union / EWR | 20. Dezember 2021           | [ 34 ]        |
| Indien                  | 28. Dezember 2021           | [ 35 ]        |
| Südkorea                | 12. Januar 2022             | [ 36 ]        |
| Australien              | 20. Januar 2022             | [ 37 ]        |
| Vereinigtes Königreich  | 3. Februar 2022             | [ 38 ]        |
| Neuseeland              | 3. Februar 2022             | [ 39 ]        |
| Singapur                | 14. Februar 2022            | [ 40 ]        |
| Kanada                  | 17. Februar 2022            | [ 41 ]        |
| Oman                    | 23. März 2022 (oder früher) | [ 42 ]        |
| Thailand                | 8. April 2022               | [ 43 ]        |
| Schweiz                 | 13. April 2022              | [ 44 ]        |
| Japan                   | 19. April 2022              | [ 45 ]        |
| Taiwan                  | 17. Juni 2022               | [ 46 ]        |
| Vereinigte Staaten      | 13. Juli 2022               | [ 47 ]        |

Zulassung in der EU / im EWR
Am 20. Dezember 2021 erteilte die Europäische Kommission auf Empfehlung der Europäischen Arzneimittel-Agentur (EMA) Nuvaxovid (Zulassungsinhaber Novavax CZ, a.s.) in der Europäischen Union (EU) und im Europäischen Wirtschaftsraum (EWR) für die Verimpfung an Menschen ab 18 Jahren eine bedingte Zulassung. Zuvor hatte der Ausschuss für Humanarzneimittel (CHMP) der EMA Anfang Februar 2021 ein  Rolling-Review-Verfahren eingeleitet, ab November 2021 lief das reguläre Zulassungsverfahren für die EU. Im Prüfverfahren wurde der COVID-19-Impfstoff hinsichtlich der Einhaltung der im Raum der EU und des EWR geltenden Kriterien für Wirksamkeit, Qualität und Risiken bewertet. Für die Zulassung wurden die Ergebnisse zweier klinischer Hauptstudien herangezogen, die gezeigt hatten, dass Nuvaxovid bei der Prävention gegen COVID-19 bei Menschen ab 18 Jahren wirksam ist. An den Studien nahmen insgesamt über 45.000 Personen teil. Insgesamt zeigten die beiden Studien eine Impfstoffwirksamkeit von rund 90 %. Während des Studienverlaufs waren der ursprüngliche Stamm der Wildtyp-Variante von SARS-CoV-2 sowie besorgniserregende Varianten (VOC) wie B.1.1.7  (Alpha) und B.1.351 (Beta) die am häufigsten zirkulierenden Virusstämme. Zur Wirksamkeit von Nuvaxovid gegen andere besorgniserregende Varianten – einschließlich der Omikron-Variante – lagen nur begrenzte Daten vor. Die in den Studien beobachteten Nebenwirkungen waren in der Regel leicht bis mittelschwer und klangen innerhalb weniger Tage nach der Impfung ab.
Im Juli 2022 wurde die Zulassung auf die Impfung von Jugendlichen im Alter von 12 bis 17 Jahren erweitert. Die Zulassungserweiterung auf diese Altersgruppe basiert auf einer Studie mit über 2.200 Kindern und Jugendlichen im Alter von 12 bis 17 Jahren. Sie hatte gezeigt, dass die Antikörperspiegel als Reaktion auf die Impfung mit Nuvaxovid in dieser Altersgruppe und der Vergleichsgruppe im Alter von 18 bis 25 Jahre vergleichbar waren. Die Nebenwirkungen waren meistens mild, allerdings trat Fieber häufiger auf als bei den Erwachsenen. Während zur Zeit der Wirksamkeitsstudien an Erwachsenen überwiegend die Alpha-Variante von SARS-CoV-2 vorherrschte, war es während der Studie an Jugendlichen die Delta-Variante.

### Zulassung für Auffrischungsimpfungen („Booster“)

#### Allgemeines
Im September 2022 wurde der Impfstoff von der EU-Kommission sowohl für homologe als auch für heterologe Auffrischungsimpfungen („Booster“) ab 18 Jahren zugelassen. Somit ist ein Wechsel auf den Novavax COVID-19-Impfstoff von einem anderen Impfstoff im Zuge der Auffrischung in dieser Altergrupe nicht mehr off-label.

#### Auffrischung und Vorrang für Nuvaxovid gegenüber monovalenten mRNA-Impfstoffen in der Schweiz
Die Eidgenössische Kommission für Impffragen (EKIF) empfahl Nuvaxovid ab dem 10. Oktober 2022 für Auffrischungsimpfungen sowohl homolog als auch heterolog. Darüber hinaus wird der Einsatz von Nuvaxovid gegenüber monovalenten mRNA-Impfstoffen bevorzugt, da die Immunantwort auf NVX-CoV2373 weniger variantenspezifisch als bei den monovalenten mRNA-Impfstoffen ausfällt, wodurch ein breiterer und langfristigerer Schutz zu erwarten ist. Das wird zusätzlich mit „ersten Daten“ von Novavax untermauert, wonach „eine homologe Auffrischimpfung mit Nuvaxovid auch zu hohen neutralisierenden Antikörperspiegeln gegen Omikron BA.5 führt“.

## Produktion und Logistik

### Herstellung, Lagerungsbedingungen, Weiterentwicklung
Im Juli 2020 erhielt Novavax 1,6 Milliarden US-Dollar von der amerikanischen Regierung für klinische Tests und Produktionsvorbereitung. Bis Anfang 2021 sollten 100 Millionen Impfdosen produziert werden.
Der Impfstoff kann gekühlt bei 2 bis 8 °C drei Monate gelagert werden.
Die Europäische Union bestellte Anfang August 2021 insgesamt 100 Millionen Dosen, mit einer Option auf weitere 100 Millionen bis 2023. Nach Zulassung sollten erste Auslieferungen beginnen. Der Beschaffung waren Verhandlungen vorausgegangen, die bis wenigstens Anfang 2021 zurückreichen. Am Tag der Zulassung kündigte Novavax erste Lieferungen nach Europa für Januar 2022 an.
Im Dezember 2021 wurde bekannt, dass Novavax ebenfalls an einer speziell gegen die Omikron-Variante konzipierten Impfstoffversion arbeitet, die gemäß Novavax bereits ab Januar 2022 hergestellt werden könnte.

### Produktionsstätten
Für den europäischen Markt wird das Antigen im tschechischen Bohumil (Gemeinde Jevany) nahe Prag in der eigens für diesen Zweck von Novavax angekauften Impfstofffabrik hergestellt, die zuvor dem Serum Institute of India gehörte und nun unter dem Namen NOVAVAX CZ a.s. firmiert sowie Inhaber der Impfstoffzulassung von Nuvaxovid für Europa ist. Das saponin-basierte Adjuvans wird hingegen von Novavax AB in Uppsala (Schweden) hergestellt. Abgefüllt wird der Impfstoff im deutschen Hameln an einem Standort der Schweizer Siegfried AG.
Für den japanischen Markt ist der Hersteller des Antigens der japanische Pharmakonzern Takeda, der als Lizenznehmer für Japan auftritt und den Impfstoff in Japan unter dem Namen Nuvaxovid registriert hat. Das Adjuvans kauft Takeda von Novavax zu und importiert es nach Japan, wo es vor der Abfüllung dem Impfstoff beigemengt wird. Der von Takeda nach der Formulierung von Novavax hergestellte Impfstoff wurde unabhängig noch einmal an japanischen Probanden getestet, um den Zulassungsbedingungen in Japan zu genügen.
Für den indischen und einige andere Märkte wird der Impfstoff vom Serum Institute of India unter Lizenz hergestellt und unter dem Namen Covovax vermarktet.

## Impfstoffvarianten
Seit der Erstzulassung wurden für die folgenden Saisons auch an jeweils aktuellere Virusvarianten angepasste Impfstoffe zugelassen. Eine Übersicht über die Varianten des Präparats in einigen Märkten gibt die Tabelle.
| Name                                                                       | Entwicklungsname | Marktzulassung EU | Marktzulassung Schweiz                                            | Notfallzulassung USA       |
| -------------------------------------------------------------------------- | ---------------- | ----------------- | ----------------------------------------------------------------- | -------------------------- |
| Nuvaxovid Novavax COVID-19 Vaccine, adjuvanted                             | NVX-CoV2373      | Dezember 2021     | April 2022 – März 2024                                            | Juli 2022 – Oktober 2023   |
| Nuvaxovid XBB.1.5 Novavax COVID-19 Vaccine, adjuvanted (2023–2024 Formula) | NVX-CoV2601      | 31. Oktober 2023  | Antrag im Dezember 2023 zurückgezogen, wird nicht weiter verfolgt | Oktober 2023 – August 2024 |
| Nuvaxovid JN.1 Novavax COVID-19 Vaccine, adjuvanted, (2024–2025 Formula)   | NVX-CoV2705      | 8. Oktober 2024   | –                                                                 | August 2024                |

Die angepassten Impfstoffe können für die Grundimmunisierung und für Auffrischimpfungen eingesetzt werden. Die EU-Zulassung sieht unabhängig vom vorherigen Impfstatus eine einmalige intramuskulär Verabreichung vor, gegebenenfalls können gemäß den nationalen Empfehlungen zusätzliche Dosen gegeben werden.